# راضية سلطانة (محامية)
راضية سلطانة هي محامية وناشطة في مجال حقوق الإنسان تشغل منصب منسقة لائتلاف الروهينجا الحر ومديرة قسم المرأة في منظمة أراكان الوطنية للروهينغيا. ولدت راضية في عام 1973 في مدينة منغدو في ميانمار لعائلة من قومية الروهينغيا، ثم نشأت بعد ذلك في بنغلاديش.
تعمل راضية بشكل خاص من أجل الدفاع عن حقوق الفتيات والنساء من أقلية الروهينغيا، كما تدافع أيضًا عن القوميات الإثنية الآخرى في ميانمار.
سلط عليها الضوء دوليا بعد أن نشرت تقارير حقيقية مروعة استقتها من خلال إجراء مقابلات مع مئات الروهينغيا، كشفت بموجبها للعالم عن العنف الجنسي الي تعرضت له الفتيات ونساء هذه الأقلبة المسلمة على أيدي قوات الأمن البورمية. عنونت التقرير تحت عنوان Witness to Horror and Rape by Command (شاهد على الرعب والاغتصاب من قبل القيادة). كما ساهمت أيضًا في تأليف كتاب The Killing Fields of Alethankyaw الذي نشرته مطبعة كلادان.
في عام 2019، حازت راضية على جائزة المرأة الشجاعة الدولية عن اسهاماتها.

## مؤلفاتها
- Witness to Horror[13]
- Rape by Command[13]
- The Killing Fields of Alethankyaw (Contributor)